# Mathias Rasmussen
Mathias Knutsen Rasmussen (Lyngdal, 25 novembre 1997) è un calciatore norvegese, centrocampista dell'Union Saint-Gilloise.

## Carriera

### Club
Rasmussen ha cominciato la carriera con la maglia del Lyngdal, compagine per cui ha esordito in 3. divisjon, quarto livello del campionato. Successivamente è passato allo Start, che lo ha inizialmente aggregato alla formazione giovanile del club.
Ha esordito in Eliteserien in data 2 novembre 2014, subentrando a Kristoffer Ajer nel pareggio casalingo per 3-3 contro il Sandnes Ulf. Il 10 aprile 2016 ha trovato la prima rete nella massima divisione locale, nel pareggio interno per 1-1 contro il Molde.
Il 19 luglio 2016 è stato reso noto il suo trasferimento ai danesi del Nordsjælland, squadra a cui si è legato con un accordo quadriennale. Ha scelto la maglia numero 14. Ha debuttato in Superligaen il successo 30 luglio, sostituendo Dominic Oduro nella sconfitta per 4-0 maturata in casa del Copenaghen. Ha trovato la prima rete il 28 maggio 2017, nella vittoria per 1-2 in casa del Brøndby.
Il 2 ottobre 2020 ha fatto ritorno in Norvegia, firmando un contratto valido fino al 31 dicembre 2023 con il Brann.
Il 27 giugno 2023 è stato ufficializzato il suo passaggio ai belgi dell'Union Saint-Gilloise: ha firmato un contratto quadriennale con il nuovo club, che sarebbe stato ratificato alla riapertura del calciomercato locale, data fissata per il successivo 1º luglio.

### Nazionale
Rasmussen ha rappresentato la Norvegia a livello Under-17, Under-18, Under-19 e Under-21. Per quanto concerne quest'ultima selezione, il 3 novembre 2016 ha ricevuto la prima convocazione dal commissario tecnico Leif Gunnar Smerud in vista delle partite amichevoli da disputarsi contro Slovacchia e Repubblica Ceca, rispettivamente in data 12 e 15 novembre. I test, disputatisi a La Manga del Mar Menor, non sono stati validi ai fini del conteggio delle presenze in Nazionale. L'esordio vero e proprio è arrivato quindi il 24 marzo 2017, quando ha sostituito Martin Ødegaard nell'amichevole persa per 3-1 contro il Portogallo.

## Statistiche

### Presenze e reti nei club
Statistiche aggiornate al 10 maggio 2025.
| Stagione                    | Club                        | Campionato                  | Campionato | Campionato | Coppe nazionali | Coppe nazionali | Coppe nazionali | Coppe continentali | Coppe continentali | Coppe continentali | Supercoppe | Supercoppe | Supercoppe | Totale | Totale |
| Stagione                    | Club                        | Comp                        | Pres       | Reti       | Comp            | Pres            | Reti            | Comp               | Pres               | Reti               | Comp       | Pres       | Reti       | Pres   | Reti   |
| --------------------------- | --------------------------- | --------------------------- | ---------- | ---------- | --------------- | --------------- | --------------- | ------------------ | ------------------ | ------------------ | ---------- | ---------- | ---------- | ------ | ------ |
| 2013                        | Lyngdal                     | 3D                          | 5          | 0          | CN              | 1               | 0               | -                  | -                  | -                  | -          | -          | -          | 6      | 0      |
| 2014                        | Start                       | ES                          | 1          | 0          | CN              | 2               | 0               | -                  | -                  | -                  | -          | -          | -          | 3      | 0      |
| 2015                        | Start                       | ES                          | 11+1       | 0          | CN              | 0               | 0               | -                  | -                  | -                  | -          | -          | -          | 12     | 0      |
| gen.-lug. 2016              | Start                       | ES                          | 15         | 2          | CN              | 3               | 1               | -                  | -                  | -                  | -          | -          | -          | 18     | 3      |
| Totale Start                | Totale Start                | Totale Start                | 27+1       | 2+0        |                 | 5               | 1               |                    | -                  | -                  |            | -          | -          | 33     | 3      |
| 2016-2017                   | Nordsjælland                | SL                          | 6+7        | 0+1        | CD              | 1               | 0               | -                  | -                  | -                  | -          | -          | -          | 14     | 1      |
| 2017-2018                   | Nordsjælland                | SL                          | 26+8       | 4+0        | CD              | 2               | 2               | -                  | -                  | -                  | -          | -          | -          | 36     | 6      |
| 2018-2019                   | Nordsjælland                | SL                          | 22+9       | 0          | CD              | 2               | 0               | UEL                | 4                  | 1                  | -          | -          | -          | 37     | 1      |
| 2019-2020                   | Nordsjælland                | SL                          | 17         | 3          | CD              | 1               | 1               | -                  | -                  | -                  | -          | -          | -          | 18     | 4      |
| Totale Nordsjælland         | Totale Nordsjælland         | Totale Nordsjælland         | 71+24      | 7+1        |                 | 6               | 3               |                    | 4                  | 1                  |            | -          | -          | 105    | 12     |
| ott.-dic. 2020              | Brann                       | ES                          | 8          | 0          | -               | -               | -               | -                  | -                  | -                  | -          | -          | -          | 8      | 0      |
| 2021                        | Brann                       | ES                          | 27+1       | 2+0        | CN              | 3               | 1               | -                  | -                  | -                  | -          | -          | -          | 31     | 3      |
| 2022                        | Brann                       | 1D                          | 28         | 15         | CN              | 3               | 0               | -                  | -                  | -                  | -          | -          | -          | 31     | 15     |
| gen.-giu. 2023              | Brann                       | ES                          | 12         | 0          | CN              | 6               | 2               | -                  | -                  | -                  | -          | -          | -          | 18     | 2      |
| Totale Brann                | Totale Brann                | Totale Brann                | 75+1       | 17+0       |                 | 12              | 3               |                    | -                  | -                  |            | -          | -          | 88     | 20     |
| 2023-2024                   | Union Saint-Gilloise        | D1                          | 36         | 2          | CB              | 6               | 1               | UEL+UECL           | 7+4                | 0+2                | -          | -          | -          | 53     | 5      |
| 2024-2025                   | Union Saint-Gilloise        | D1                          | 24         | 1          | CB              | 1               | 0               | UCL+UEL            | 2+8                | 0                  | SB         | 1          | 0          | 36     | 1      |
| Totale Union Saint-Gilloise | Totale Union Saint-Gilloise | Totale Union Saint-Gilloise | 60         | 3          |                 | 7               | 1               |                    | 21                 | 2                  |            | 1          | 0          | 89     | 6      |
| Totale carriera             | Totale carriera             | Totale carriera             | 264        | 30         |                 | 31              | 8               |                    | 25                 | 3                  |            | 1          | 0          | 321    | 41     |

## Palmarès
- 1. divisjon: 1

Brann: 2022
- Coppa di Norvegia: 1

Brann: 2022-2023
- Coppa del Belgio: 1

Union Saint-Gilloise: 2023-2024
- Supercoppa del Belgio: 1

Union Saint-Gilloise: 2024
- Campionato belga: 1

Union Saint-Gilloise: 2024-2025